# Кёттманнсдорф
Кёттманнсдорф (нем. Köttmannsdorf) — коммуна (нем. Gemeinde) в Австрии, в федеральной земле Каринтия. 
Входит в состав округа Клагенфурт.  Население составляет 2868 человек (на 31 декабря 2005 года). Занимает площадь 28,16 км². Официальный код  —  2 04 14.

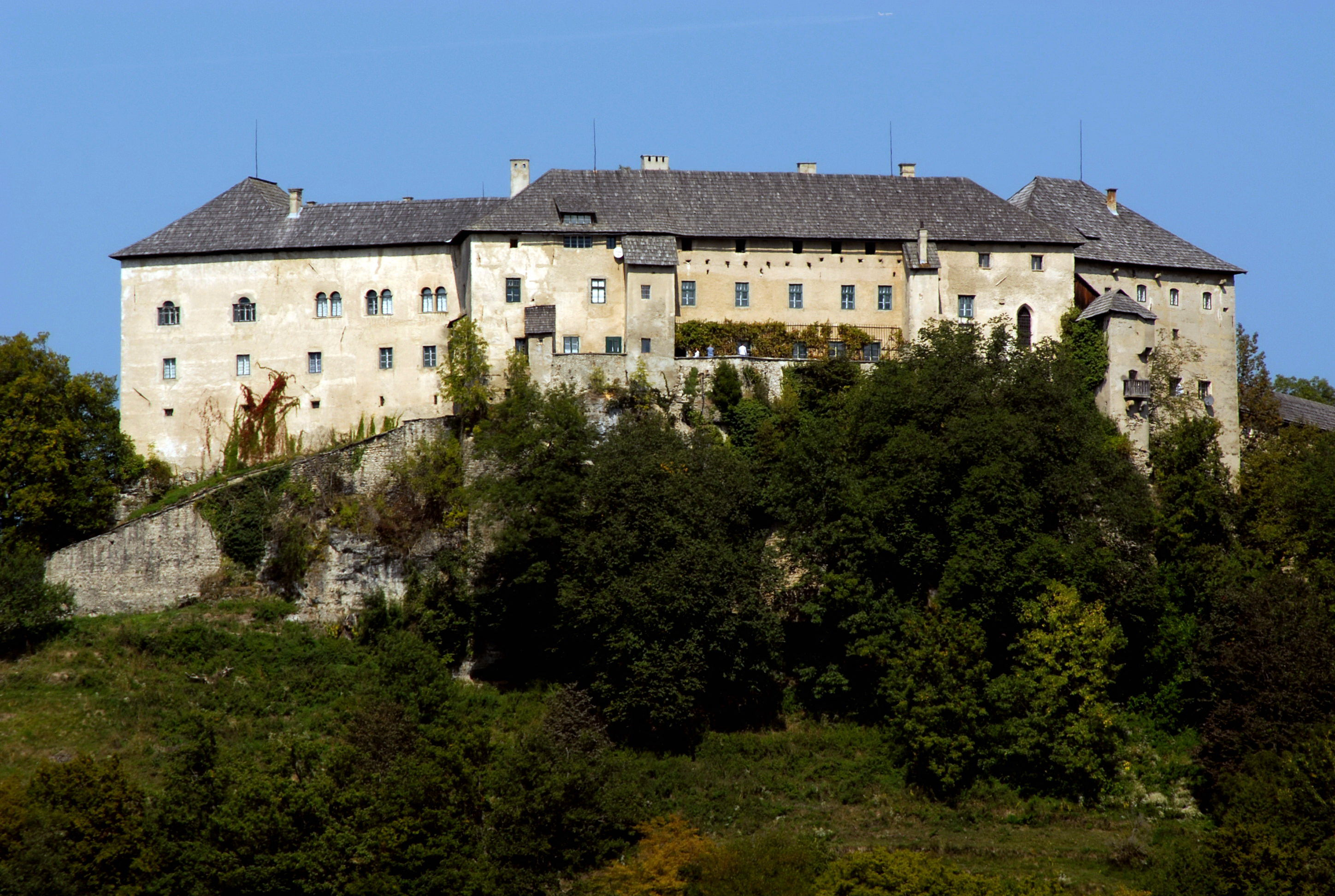
Замок Холленбург

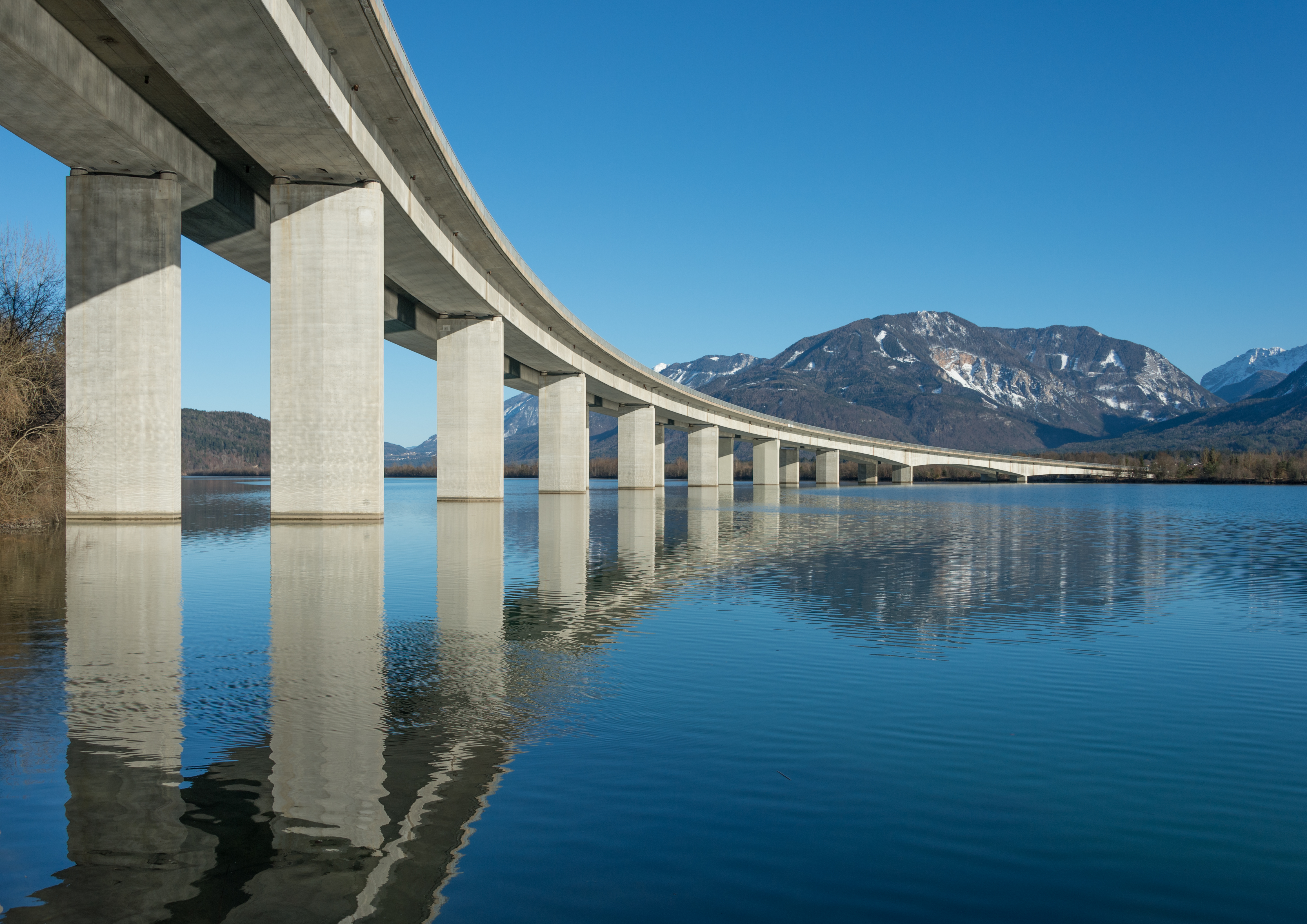
Автомоб. мост Loiblpass на B91 Штрассе через водохран. Ферлах на р. Драва, вид в сторону замка Холленбург

## Политическая ситуация
Бургомистр коммуны — Томас Горичниг (АНП) по результатам выборов 2003 года.
Совет представителей коммуны (нем. Gemeinderat) состоит из 19 мест.
- АНП занимает 11 мест.
- СДПА занимает 5 мест.
- АПС занимает 2 места.
- Партия EL занимает 1 место.